# Leonid Krasnov
Leonid Krasnov, nacido el 24 de enero de 1988 es un ciclista ruso, miembro del equipo Tusnad Cycling Team.

## Palmarés
2011
- Trofeo Ayuntamiento de Zamora

2012
- 1 etapa del Gran Premio de Sochi
- 1 etapa del Tour de Chine II
- 1 etapa del Tour de Hainan

2013
- 1 etapa del Tour de Estonia

2014
- Gran Premio de Moscú